# ASAP Mob
 ASAP Mob  è un collettivo hip hop statunitense nato nel 2006 ad Harlem, a New York. Il collettivo è formato da rapper (molti dei quali portano il soprannome A$AP), produttori discografici, registi di video musicali e stilisti.
Il 28 agosto 2012, il gruppo ha pubblicato il mixtape Lords Never Worry mentre l'album di debutto in studio, Cozy Tapes Vol. 1: Friends, è uscito nell'ottobre 2016.

## Storia

### 2006-2011: formazione e inizi
Nel 2006, Steven Rodriguez, noto professionalmente come ASAP Yams, ha formato il collettivo con i compagni newyorkesi ASAP Bari, ASAP Kham e ASAP Illz. Il rapper di Harlem ASAP Rocky si è unito in seguito. Nell'estate del 2011, il gruppo ha pubblicato su YouTube i video musicali per i singoli di Rocky Peso e Purple Swag, prodotti da ASAP Ty Beats. Rocky ha pubblicato il suo mixtape Live.Love.ASAP  in ottobre, dopo aver firmato un contratto discografico con la Sony Music Entertainment quel mese.

### 2012-2014:Lords Never Worry

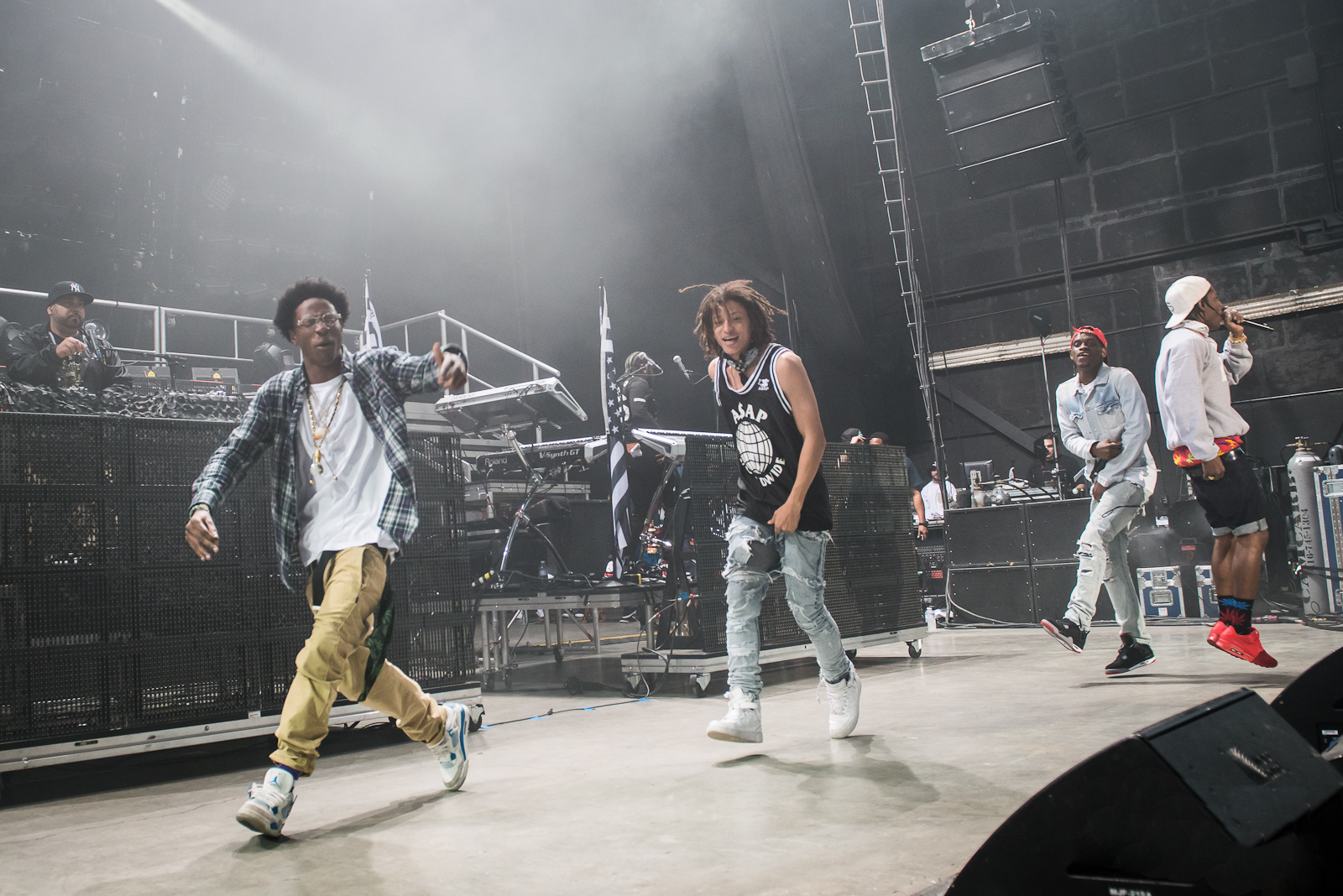
I membri di ASAP Mob con Joey Badass (a sinistra) all’Under the Influence Tour di Toronto, in Canada, il 10 agosto 2013

Il 27 agosto 2012, l'ASAP Mob ha pubblicato il suo progetto di debutto, un mixtape intitolato Lords Never Worry, disponibile per il download gratuitamente. Da settembre a novembre, Rocky è stato in tournée con Schoolboy Q, Danny Brown e l'A SAP Mob come artisti di apertura ad ogni spettacolo, a sostegno del suo album di debutto come solista.
Nel gennaio 2013, ASAP Ferg ha firmato un joint venture con RCA e Polo Grounds, etichette che hanno pubblicato il suo singolo Work per la vendita digitale su iTunes.
ASAP Ferg ha annunciato che il collettivo avrebbe pubblicato l'album di debutto dopo l'uscita del suo album di debutto da solista Trap Lord, il 20 agosto 2013. L'album ha raggiunto il numero nove nella classifica Billboard 200 e il numero quattro nella classifica dei migliori album R&B/Hip-Hop, con 32 000 copie vendute la prima settimana negli Stati Uniti. Nel novembre 2013, ASAP Rocky ha annunciato che l'album di debutto di ASAP Mob si sarebbe chiamato Lords. Il 4 dicembre 2013, viene pubblicato il primo singolo dell'album, intitolato Trillmatic. Il titolo dell'album è stato poi cambiato in LORD. Il 13 gennaio 2014 è uscito il singolo See Me di ASAP Ant.
Il 26 settembre 2014, ASAP Yams ha rivelato che l'album LORD non sarebbe più stato pubblicato.

### 2015-presente:Cozy Tapes
Il 18 gennaio 2015, il collettivo ha rivelato che ASAP Yams era deceduto per intossicazione acuta da farmaci misti. Il 15 ottobre 2016, ASAP Rocky ha confermato che l'album compilation del gruppo, Cozy Tapes Vol. 1: Friends era pronto per essere pubblicato. Dedicato a ASAP Yams, l'album è stato pubblicato il 31 ottobre 2016 e vede la partecipazione di diversi artisti, tra cui Playboi Carti, Skepta e Tyler, the Creator.
Il 1º agosto 2017, ASAP Rocky ha annunciato che Cozy Tapes Vol. 2: Too Cozy sarebbe uscito il 25 agosto, preceduto dall'album di ASAP Twelvyy, 12 uscito il 4 agosto e dal mixtape Still Striving di ASAP Ferg pubblicato il 18 agosto.
Il 13 gennaio 2019, ASAP Ant ha annunciato che avrebbe lasciato il collettivo per concentrarsi sulla sua carriera da solista. È tornato ad aprile, confermando che il collettivo aveva iniziato a lavorare al terzo album, Cozy Tapes 3 .

## Decessi di tre membri
Il 18 gennaio 2015, ASAP Yams è stato trovato morto all'età di 26 anni. La morte è stata causata da un sovradosaggio di diversi tipi di droghe. Tuttavia i membri e gli affiliati di ASAP Mob hanno affermato che Yams è morto a causa di asfissia causata da una apnea notturna.
Il 2 febbraio 2020, ASAP Snacks è deceduto. Non è stata comunicata la causa della morte.
Chynna è morta l'8 aprile 2020, per un'overdose accidentale di droghe. Aveva 25 anni.

## Formazione

### Formazione attuale
- A$AP Ant
- A$AP Charlie Blanda
- A$AP Bari
- A$AP Illz
- A$AP Ferg
- A$AP Lou
- A$AP Nast
- A$AP P on the Boards
- A$AP Relli
- ASAP Rocky
- A$AP Twelvyy
- A$AP Ty Beats
- A$AP TyY

### Ex componenti
- A$AP Yams (deceduto)
- A$AP Josh (deceduto)
- A$AP Dom
- A$AP Press
- A$AP Snacks (deceduto)
- Chynna Rogers (deceduta)
- A$AP Kham
- A$AP QUINN
- Playboi Carti

## Discografia

### Album in studio
- 2016 – Cozy Tapes Vol. 1: Friends
- 2017 – Cozy Tapes Vol. 2: Too Cozy

### Mixtape
- 2012 – Lords Never Worry

### Singoli
- 2012 – Bath Salts (feat. A$AP Rocky, A$AP Ant e Flatbush Zombies)
- 2013 – Trillmatic (feat. A$AP Nast e Method Man)
- 2014 – Xscape (feat. A$AP Twelvyy)
- 2014 – Hella Hoes (feat. A$AP Rocky, A$AP Ferg, A$AP Nast e A$AP Twelvyy)
- 2016 – Yamborghini High (feat. Juicy J)
- 2016 – Crazy Brazy (feat. A$AP Rocky, A$AP Twelvyy e Key!)
- 2016 – Runner (feat. A$AP Ant e Lil Uzi Vert)
- 2016 – Telephone Calls (feat. A$AP Rocky, Tyler, the Creator, Playboi Carti e Yung Gleesh)
- 2017 – Wrong (feat. A$AP Rocky e A$AP Ferg)
- 2017 – RAF (feat. A$AP Rocky, Playboi Carti, Quavo, Lil Uzi Vert e Frank Ocean)
- 2017 – Feels So Good (feat. A$AP Rocky, A$AP Ferg, A$AP Nast, A$AP Twelvyy e A$AP Ant)

## Premi e nomination

### BET Awards
| Anno | Nomina   | Categoria      | Risultato   | Nota   |
| ---- | -------- | -------------- | ----------- | ------ |
| 2014 | ASAP Mob | Miglior gruppo | Candidato/a | [ 30 ] |
| 2015 | ASAP Mob | Miglior gruppo | Candidato/a | [ 31 ] |